# Charles Holland
Charles Alfred Holland (ur. 20 września 1908 w Aldridge – zm. 15 grudnia 1989 tamże) – brytyjski kolarz szosowy i torowy, brązowy medalista olimpijski.

## Kariera
Największy sukces w karierze Charles Holland osiągnął w 1932 roku, kiedy wspólnie z Ernestem Johnsonem, Williamem Harvellem i Frankiem Southallem zdobył brązowy medal w drużynowym wyścigu na dochodzenie podczas igrzysk olimpijskich w Los Angeles. Był to jedyny medal wywalczony przez Hollanda na międzynarodowej imprezie tej rangi. Na tych samych igrzyskach wystartował także w indywidualnym i drużynowym wyścigu szosowym zajmując odpowiednio piętnaste i czwarte miejsce. na rozgrywanych cztery lata później igrzyskach w Berlinie w szosowym wyścigu indywidualnym, przegrywając walkę o podium z Ernstem Nievergeltem ze Szwajcarii. W rywalizacji drużynowej ekipa brytyjska nie została sklasyfikowana. Ponadto w 1936 roku wygrał brytyjski Manx Trophy, a dwa lata wcześniej był czwarty na szosowych mistrzostwach świata w Lipsku, gdzie w wyścigu amatorów w walce o brązowy medal lepszy okazał się Belg Paul-Emile André. W 1937 roku wystartował w Tour de France, ale z powodu problemów ze sprzętem nie ukończył rywalizacji.